# Aurelio Roncaglia
Aurelio Roncaglia (Modena, 8 maggio 1917 – Roma, 28 giugno 2001) è stato un filologo e critico letterario italiano.

## Biografia
Figlio del musicologo Gino Roncaglia, dopo aver conseguito a Modena la maturità classica, si iscrisse alla Scuola normale superiore di Pisa (1935). Qui ebbe come compagni di studio i futuri filologi Scevola Mariotti e Gianfranco Folena, nonché il futuro Presidente della Repubblica Carlo Azeglio Ciampi. Si laureò in Lettere nel 1939 con Luigi Russo. Nello stesso anno conseguì anche il diploma di licenza in filologia romanza avendo Giorgio Pasquali e Clemente Merlo come relatori. Tra il 1940 e il 1941 condusse studi di perfezionamento: prima a Firenze sotto la guida di Michele Barbi e poi a "La Sapienza" di Roma con Alfredo Schiaffini e soprattutto con Giulio Bertoni.
Con quest'ultimo collaborò alla redazione del Vocabolario della lingua italiana dell'Accademia d'Italia (1940-1941).
Il 1º luglio 1941 ricevette la chiamata alle armi e dovette interrompere gli studi. Militò nella seconda guerra mondiale come ufficiale di fanteria in Sardegna in zona di operazioni e nell'autunno 1944 partecipò alla serie di operazioni di Gallura contro i tedeschi. Nel 1945 fu nominato caposezione all'ufficio studi del Ministero per l'assistenza postbellica, incarico che mantenne fino al 1947.
Dalla fine della guerra aveva ripreso l'attività accademica come assistente di Angelo Monteverdi. Nell'anno accademico 1947-8 lavorò alla Normale di Pisa e l'anno successivo ottenne la libera docenza a Trieste, dove insegnò fino al 1954. Nel frattempo (1953) aveva ottenuto l'ordinariato all'Università di Pavia. Qui rimase fino al 1956 quando finalmente divenne ordinario di filologia romanza a "La Sapienza" di Roma, di cui diresse l'istituto di filologia romanza (e le riviste "Studi romanzi" e "Cultura neolatina") fino al 1992, cioè fino a quando abbandonò l'attività didattica. Nello stesso 1992 fu eletto corrispondente straniero dell'Académie des inscriptions et belles-lettres di Parigi. Accademico linceo dal 1984, fu più volte vicepresidente dell'Union académique internationale. Dal 1983 al 1986 fu presidente della Société de linguistique romane. Fu presidente dell'Unione accademica nazionale, della Società filologica romana, primo presidente della Società Italiana di Filologia romanza (SIFR), nonché dell'International Society of Courtly Literature. Fu membro di numerose accademie e di altri istituti di cultura di tutt'Europa.
Tra le altre cose, al cinema doppiò Uberto Paolo Quintavalle nel film Salò o le 120 giornate di Sodoma, di Pier Paolo Pasolini.

## Opere principali
- 1941 - G. Boccaccio, OPERE III. Teseida delle nozze d'Emilia, a cura di A. Roncaglia, Bari, G. Laterza e Figli.
- 1947 - La "chanson de Roland", a cura di A. Roncaglia, Modena, Societa tipografica modenese (edizione critica).
- 1949 - Venticinque poesie dei primi trovatori (Guillem IX, Marcabru, Jaufre Rudel, Bernart de Ventadorn), a cura di A. Roncaglia, Modena, Societa tipografica modenese.
- 1953 - Poesie d'amore spagnole d'ispirazione melica popolaresca. Dalle kharge mozarabiche a Lope de Vega, a cura di A. Roncaglia, Modena, Societa tipografica modenese.
- 1953 - M. Tanaglia, Tanaglia, De agricultura. Testo inedito del secolo XV, pubblicato e illustrato da A. Roncaglia, con introduzione di T. De Marinis, Bologna, Palmaverde.
- 1961 - Le più belle pagine delle letterature d'oc e d'oïl, a cura di A. Roncaglia, Milano, Nuova accademia.
- 1961 - A. Roncaglia, Poesia dell'età cortese, Milano, Nuova Accademia.
- 1965 - A. Roncaglia, La lingua dei trovatori : profilo di grammatica storica del provenzale antico, Roma, Edizioni dell'Ateneo.
- 1965 - A. Roncaglia, Le Origini, in Storia della letteratura Italiana, a cura di E. Cecchi e N. Sapegno, vol. I (Le Origini e il Duecento), Milano, Garzanti.
- 1965 - A. Roncaglia, La letteratura franco-veneta in Storia della letteratura Italiana, a cura di E. Cecchi e N. Sapegno, vol. I (Il Trecento), Milano, Garzanti.
- 1971 - A. Roncaglia, La lingua d'oïl. Avviamento allo studio del francese antico, Roma, Edizioni dell'Ateneo.
- 1982 - A. Roncaglia, Le corti medievali, in Letteratura italiana, a cura di A. Asor Rosa, vol. I, Torino, Einaudi, pp. 33–147.
- 1996 - A. Roncaglia, Geografia storica di leggende e fiabe: da "Roland" a "Auberon", in "Cultura neolatina", 56, 1-2 (1996), pp. 45–99.